# Zeche Hammerbank
Die Zeche Hammerbank in Heven ist ein ehemaliges Steinkohlenbergwerk. Das Bergwerk war auch unter dem Namen Zeche Hammerbanck bekannt. Ein Stollen des Bergwerks befand sich südöstlich vom heutigen Ehrenmal an der Herbeder Straße.

## Geschichte Hammerbank
Am 21. Januar des Jahres 1732 wurde die Mutung auf eine Steinkohlenbank im Wenneschen Cleffe eingelegt. Diese Kohlenbank war Jahre zuvor ins Bergfreie gefallen. Als Muter trat der Stahlfabrikant Peter Lange zu Witten auf. Peter Lange beabsichtigte, diese Kohlenbank mittels einer Akeldruft bergmännisch zu bearbeiten. Am 22. März desselben Jahres wurde oberhalb der Stollensohle ein Längenfeld verliehen. Am 9. Januar des Jahres 1733 wurde eine Mutung von Johann Peter Schönebeck und Johann Diedrich Fischer auf eine Kohlenbank im Wanneschen Cleff eingelegt. In den folgenden Monaten dieses Jahres wurde eine Akeldruft bis zum Flöz aufgefahren. Nachdem die Akeldruft bis zur Kohlenbank erstellt worden war, wurde am 13. August desselben Jahres ein Längenfeld unter der Stollensohle verliehen. Anschließend wurde der Betrieb unter und über der Stollensohle zeitweise getrennt durchgeführt. Am 14. September erhielten Johann Peter Schönebeck und Johann Diedrich Fischer & Konsorten einen weiteren Mutschein. Der Mutschein galt für eine Kohlenbank, die sich im Hevischen Feld befand und auch bereits zuvor ins Bergfreie gefallen war. Im Jahr 1736 war das Bergwerk in Betrieb. Am 17. September desselben Jahres legten die Gewerken Johann Diedrich Fischer, Hermann Vreede und Johann Peter Schönebeck Protest gegen die Aktivitäten des Peter Lange ein. Da die drei Gewerken den Stollen mit hohen Kosten bis zur Kohlenbank durch harten Steinfelsen aufgefahren hatten, waren sie mit der Vorgehensweise von Peter Lange nicht einverstanden und bestanden auf eine Entscheidung durch das Berggericht.
Im Jahr 1739 war das Bergwerk bereits stillgelegt. Im Jahr 1755 wurde das Bergwerk vermessen. In den Jahren 1762 und 1771 war das Bergwerk nachweislich in Betrieb. Am 28. Februar des Jahres 1771 wurden Alexander Herdeegen, Wilhelm Herdeegen und der Freiherr von Boenen zu Berge als Gewerken in den Unterlagen des Bergamtes vermerkt. Gemäß den Aussagen des Gewerken Wilhelm Herdeegen werden die Rezeßgelder noch bezahlt. Auch in den Jahren 1775 und 1796 war das Bergwerk nachweislich in Betrieb. Am 6. Oktober des Jahres 1799 wurde die Zeche Hammerbank erneut stillgelegt. Ab Mai des Jahres 1831 war das Bergwerk wieder in Betrieb, das Stollenmundloch befand sich in einer Höhe von 78 Metern über NN. Im Jahr 1838 war das Bergwerk zunächst noch eigenständig in Betrieb, am 26. März oder am 24. April des Jahres 1838 kam es unter der Stollensohle zur teilweisen Konsolidation zur Zeche Vereinigte Königskrone. Diese Konsolidation bestand jedoch nur eine kurze Zeit. Im September des Jahres 1844 wurde die Zeche Hammerbank stillgelegt. Im 20. Jahrhundert wurde die Zeche Hammerbank unter der Stollensohle als Zeche Hammerbank unter der Stollensohle in Betrieb genommen.

### Förderung und Belegschaft
Die ersten bekannten Förderzahlen stammen aus dem Jahr 1835, damals wurde eine Förderung von 30.636 Scheffeln Steinkohle erbracht. Im Jahr 1840 stieg die Förderung auf 43.041 Scheffel Steinkohle. Die maximale Förderung der Zeche Hammerbank wurde im Jahr 1841 erbracht, es wurden 11.740 preußische Tonnen Steinkohle gefördert. Die letzten bekannten Förderzahlen des Bergwerks stammen aus dem Jahr 1844, in diesem Jahr wurden 11.630 Scheffel Steinkohle gefördert.

## Hammerbank unter der Stollensohle
Die Zeche Hammerbank unter der Stollensohle wurde am 16. November des Jahres 1938 auf dem Grubenfeld der stillgelegten Zeche Hammerbank in Betrieb genommen. Im selben Jahr wurde damit begonnen, einen Stollenquerschlag aufzufahren. Das Stollenmundloch befand sich 140 Meter östlich der Menkenstraße in einer Höhe von 87 Metern über NN. Im Jahr 1939 wurde damit begonnen, den tonnlägigen Schacht Nestor abzuteufen. Im Jahr 1940 umfasste die Berechtsame fünf Längenfelder. Im Jahr 1941 wurden drei Fördersohlen bis auf eine streichende Länge von 650 Metern ausgerichtet. Am 27. Juli des Jahres 1942 wurde das Längenfeld Nestor erworben und an der Herbeder Straße wurde ein Stollen angelegt. Im tonnlägigen Schacht Nestor wurde bei einer Teufe von 200 Metern die 6. Sohle angesetzt. Der Stollenquerschlag wurde zur Ausrichtung der liegenden Flöze verlängert und es wurde ein Blindschacht erstellt. Es war geplant, aus diesem Feld eine tägliche Förderung von 500 Tonnen Steinkohle zu erbringen. Im Jahr 1945 waren der Schacht Nestor und ein Stollen vorhanden. Im Flöz Hammerbank (Flöz Girondelle) wurde bis Ort 5 Abbau betrieben, das Ort 5 befand sich bei −4 Meter NN. Am 6. April des Jahres 1946 wurde die Zeche Hammerbank unter der Stollensohle durch die Militärregierung stillgelegt. Am 9. Oktober des Jahres 1951 wurde der Stollen wieder in Betrieb genommen, Besitzer war die Gewerkschaft Hammerbank. Am 30. April des Jahres 1954 wurde die Zeche Hammerbank unter der Stollensohle endgültig stillgelegt.

### Förderung und Belegschaft
Die ersten Förder-Belegschaftszahlen stammen aus dem Jahr 1939, es waren 21 Bergleute auf dem Bergwerk angelegt, die eine Förderung von 2514 Tonnen Steinkohle erbrachten. Im Jahr 1940 wurden mit 38 Bergleuten 8010 Tonnen Steinkohle gefördert. Im Jahr 1943 wurden mit 42 Bergleuten 10.065 Tonnen Steinkohle gefördert. Im Jahr 1945 kam es zu einem drastischen Einbruch der Förderung, mit 21 Bergleuten wurden 294 Tonnen Steinkohle gefördert. Die letzten bekannten Förder- und Belegschaftszahlen des Bergwerks stammen aus dem Jahr 1953, es wurden mit 89 Bergleuten 15.805 Tonnen Steinkohle abgebaut.